# Julius Centerwall
Julius Ebbe Centerwall (i riksdagen kallad Centerwall i Söderhamn), född 22 augusti 1844 i Raus socken, död 27 januari 1923 i Stockholm, var en svensk filolog, skolman och politiker (liberal). 

## Biografi

### Bakgrund och politik
Centerwall, som var son till en häradshövding, blev filosofie doktor vid Uppsala universitet 1869 på en avhandling om latinska satirer. Han var rektor för Söderhamns lägre allmänna läroverk 1874–1910, under en tid då skolans verksamhet byggdes ut kraftigt, och under perioden 1875–1910 även rektor för Söderhamns elementarläroverk för flickor. Han var 1878 en av grundarna till Söderhamns Tidning, där han också var medarbetare.
Centerwall var riksdagsledamot 1897–1908 i andra kammaren för Söderhamns valkrets. I riksdagen betecknade han sig som vilde mandatperioden 1897–1899, och anslöt sig år 1900 till det nybildade Liberala samlingspartiet. Han var bland annat ordförande i 1901–1903 års tillfälliga utskott och ledamot i konstitutionsutskottet 1906–1908. Som riksdagsledamot engagerade han sig starkt för kvinnors rätt till högre utbildning och för en rösträttsreform.

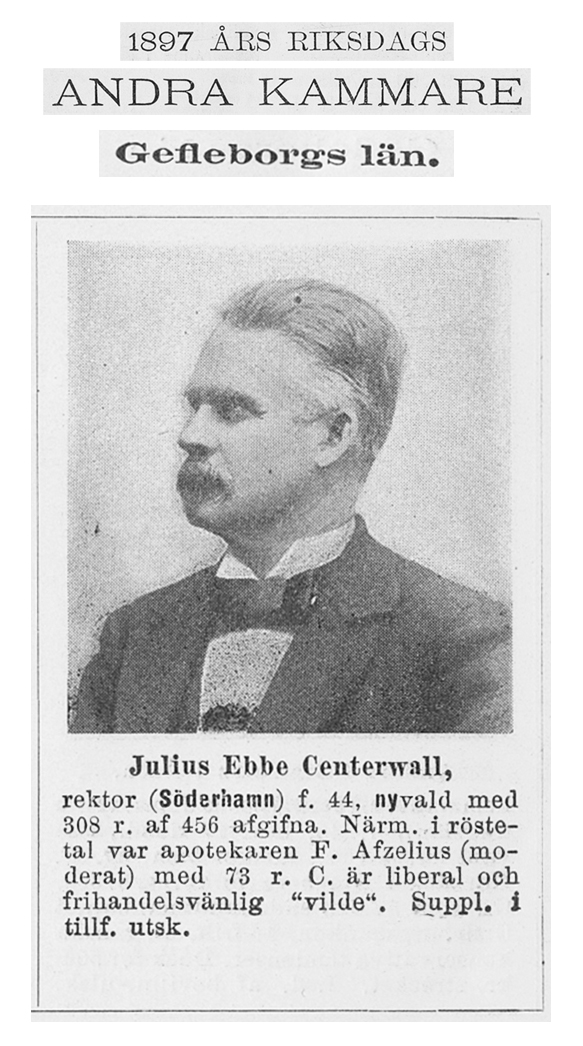
1897 års riksdag
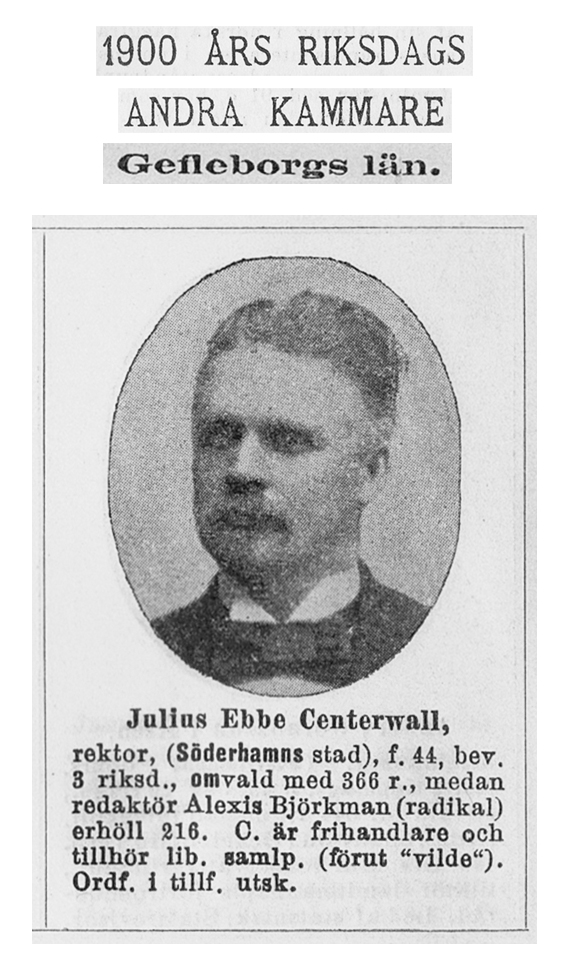
1900 års riksdag
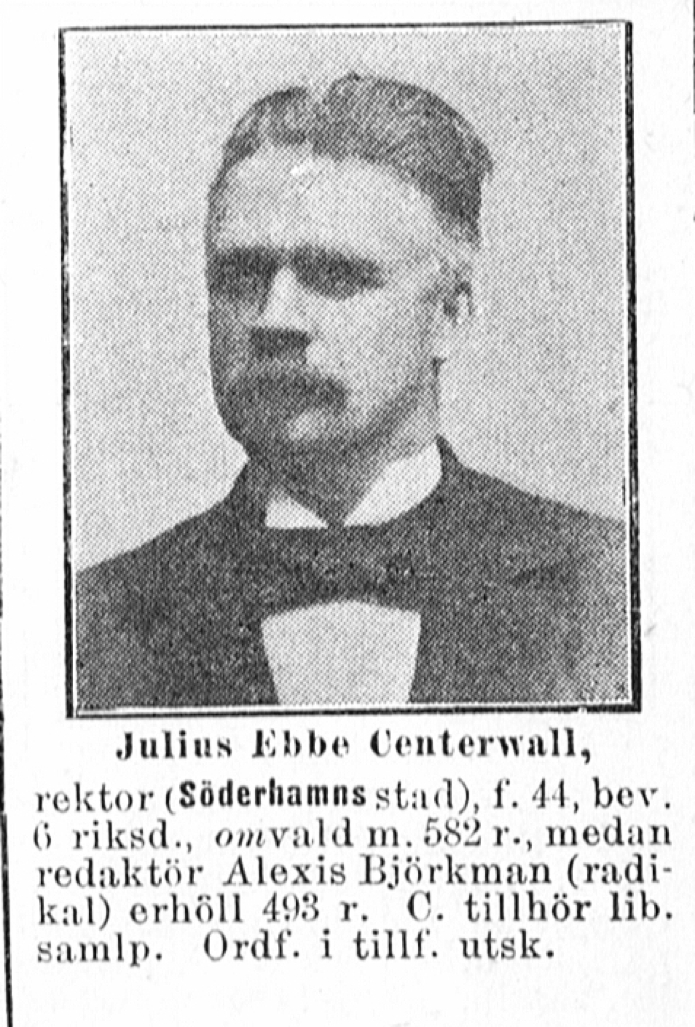
1903 års riksdag
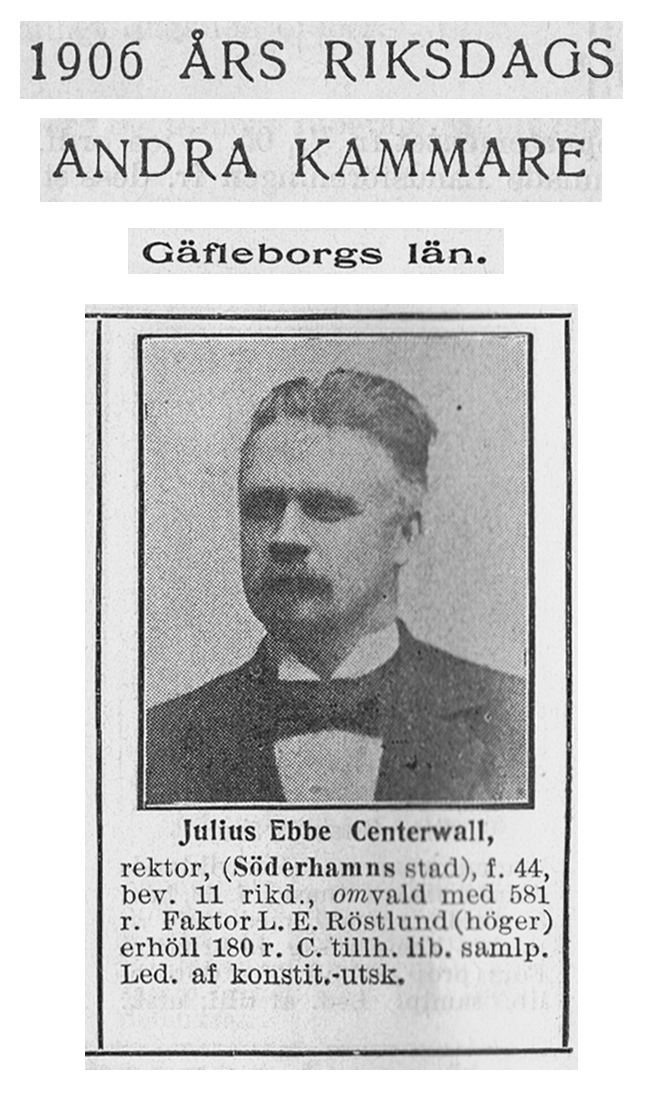
1906 års riksdag

### Skrivande
Centerwall företog i arkeologiskt och pedagogiskt syfte flera utländska studieresor, bland annat med statsunderstöd till Italien, Grekland och Levanten 1886–87. Som författare uppträdde han med vittra bidrag till Sånger och berättelser af sju signaturer (1865), Spartiani vita Hadriani (i Uppsala universitets årsskrift, 1870), Den romerska kejsartiden (i "Illustrerad verldshistoria", 1875), Romas kristna katakomber (1881), Illustrerad handbok i romersk fornkunskap (1881–91), Julianus affällingen (1884), Från Hellas och Levanten (1888), Romas ruiner (1889), Grekernas och romarnas mytologi (1897; utarbetad efter Seemanns plan), Olympia och de olympiska spelen (1903) med mera. 
Hans populärvetenskapliga arbeten äger betydande förtjänster med hänsyn till både forskning och livfull stil. För spridande av kännedom om antikens liv verkade han ytterligare genom översättningar av Valda tal af Cicero (tre band, 1871–83), Greklands och Roms litteratur i urval och öfversättning (1883) och Carl Schuchhardts Schliemanns upptäckter (1891); från nygrekiskan översatte han Georgios Drosinis Amaryllis (1887) och Hafssånger.

### Senare år, utmärkelser och familj
År 1910 bosatte sig Centerwall i Stockholm och var till och med 1921 medlem av redaktionen för Nordisk familjebok, i vilken han författade en mängd artiklar, i synnerhet på den klassiska filologins område. Han skrev även Grekisk och romersk mytologi. Ordbok (1918). År 1920 erhöll han Karl Johans pris. Han vann också stort anseende som folkbildare genom att hålla mycket uppskattade föreläsningar i klassisk arkeologi och antik historia i flera svenska städer.
Han ingick 1874 äktenskap med Tullia Björck (1848–1937), dotter till lektorn Karl Johan Björck i Uppsala, och blev med henne far Tullia Ljungh och Julia af Burén och Thure Georg Centerwall. Han var syssling till Anders Fredrik Centerwall. Makarna Centerwall är begravda på Norra begravningsplatsen utanför Stockholm.

## Priser och utmärkelser
- 1920 – Kungliga priset